# Gargilesse (rivière)
Pour les articles homonymes, voir Gargilesse.
Ne doit pas être confondu avec Gargilesse (album).
La Gargilesse est un cours d'eau français, qui coule dans les départements de la Creuse et de l'Indre, en régions Centre-Val de Loire et Nouvelle-Aquitaine.
C'est un affluent de la Creuse, donc un sous-affluent de la Loire, par la Vienne.

## Géographie

### Cours
Le cours d'eau a une longueur de 22,15 km.
Il prend sa source dans le département de la Creuse, à 398 m d'altitude, près du lieu-dit « la Bouzanne », sur le territoire de la commune de Méasnes, puis s'écoule vers le nord-ouest.
Son confluent avec la Creuse, se situe dans le département de l'Indre, à 125 m d'altitude, au lieu-dit « le Confluent », sur le territoire de la commune de Gargilesse-Dampierre,.

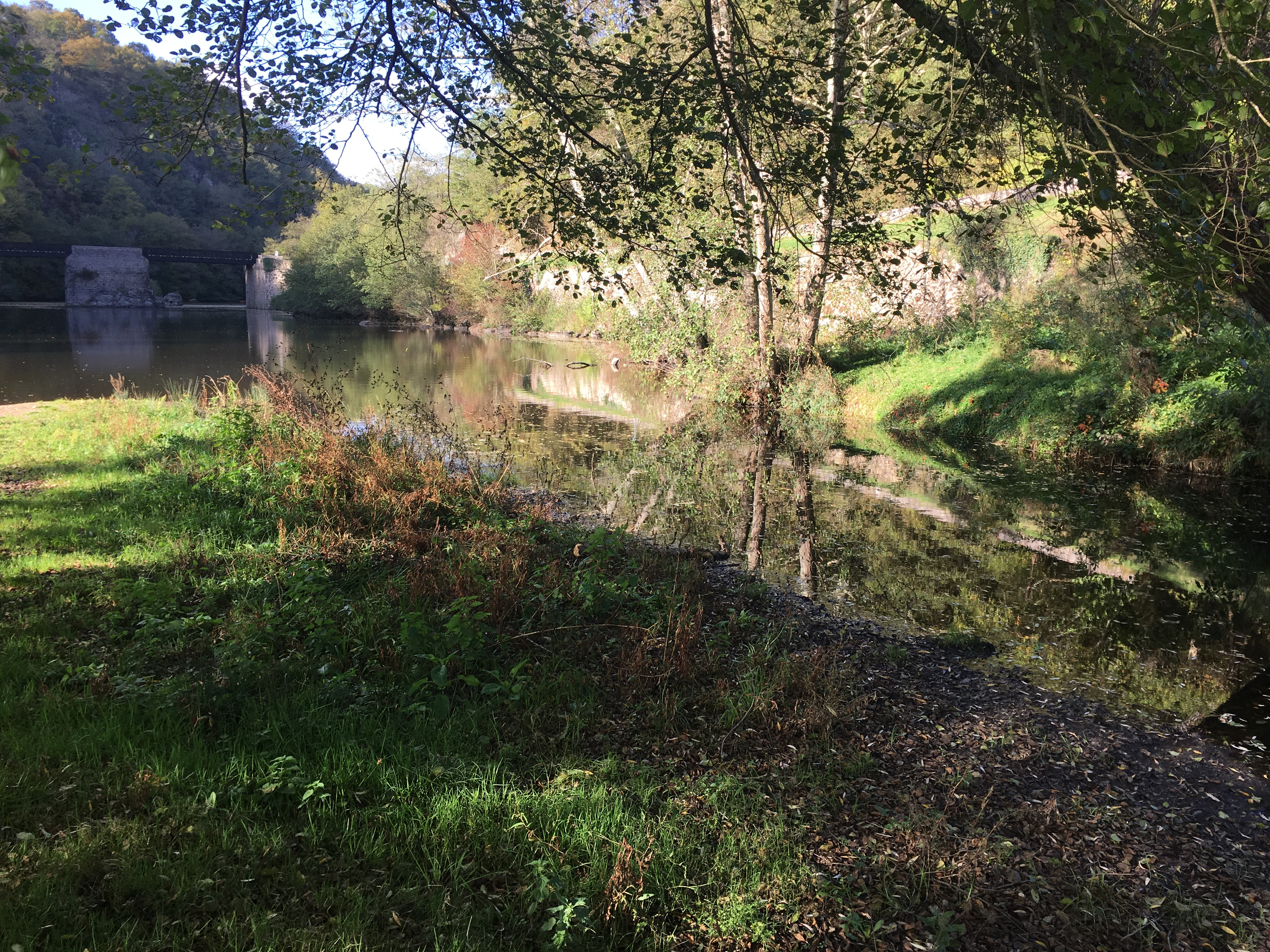
Le confluent en 2017.

### Départements et communes traversés
La rivière traverse six communes situées dans les départements de la Creuse et de l'Indre,.

#### Creuse (23)
- Méasnes

#### Indre (36)
- Baraize
- Gargilesse-Dampierre
- Montchevrier
- Orsennes
- Pommiers

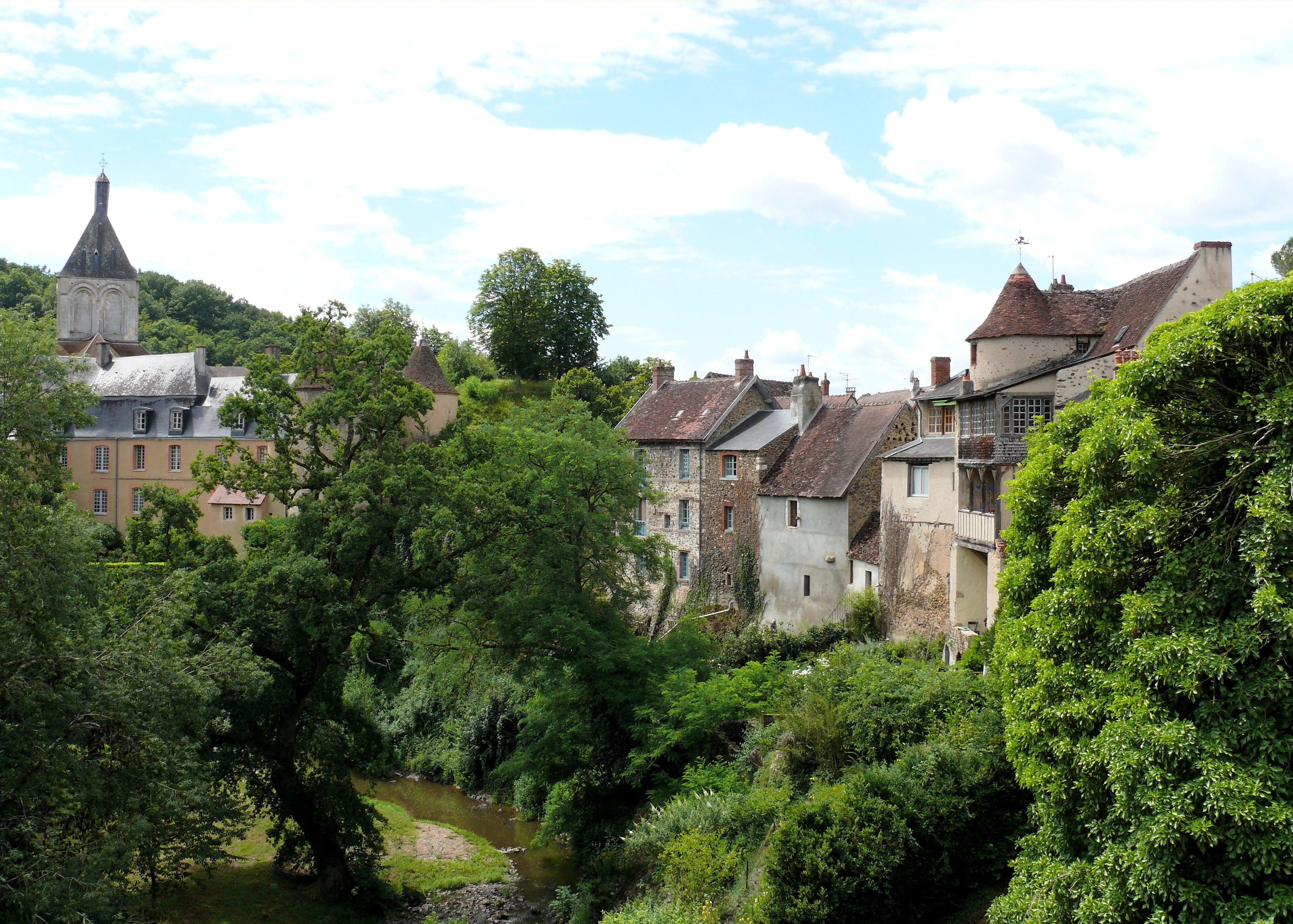
Gargilesse-Dampierre en 2010.

### Bassin versant
Les bassins hydrographiques sont découpés dans le référentiel national BD Carthage en éléments de plus en plus fins, emboîtés selon quatre niveaux : régions hydrographiques, secteurs, sous-secteurs et zones hydrographiques.
La Gargilesse traverse les deux zones hydrographiques suivantes :
- la Creuse de la Sédelle au rau de Gargilesse ;
- la Creuse du rau de Gargilesse à la Bouzanne.

Le bassin versant de la Gargilesse s'insère dans la zone hydrographique « La Creuse du rau de Gargilesse à la Bouzanne », au sein du bassin DCE plus large « La Loire, les cours d'eau côtiers vendéens et bretons ».

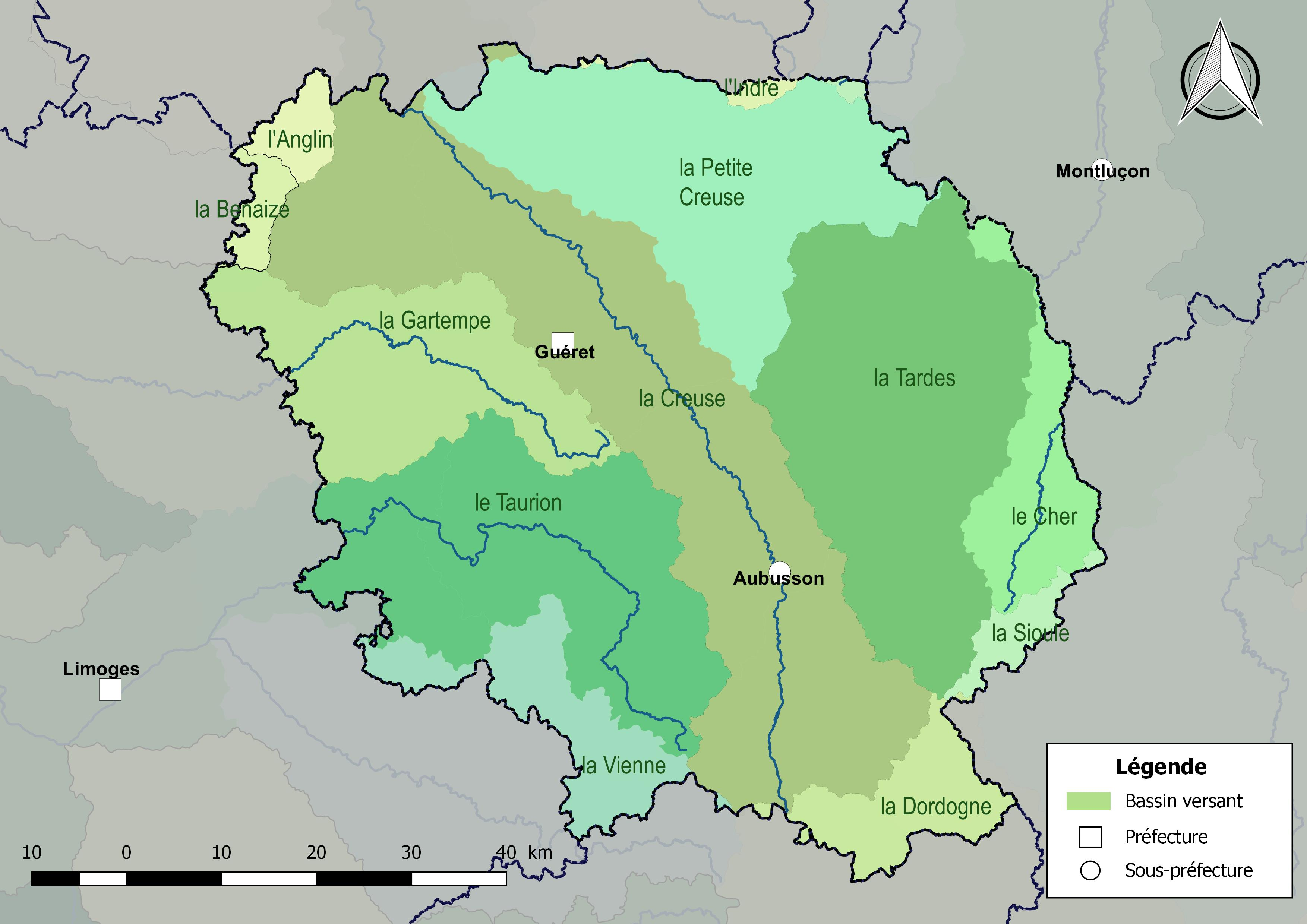
Les principaux bassins versants du département de la Creuse.
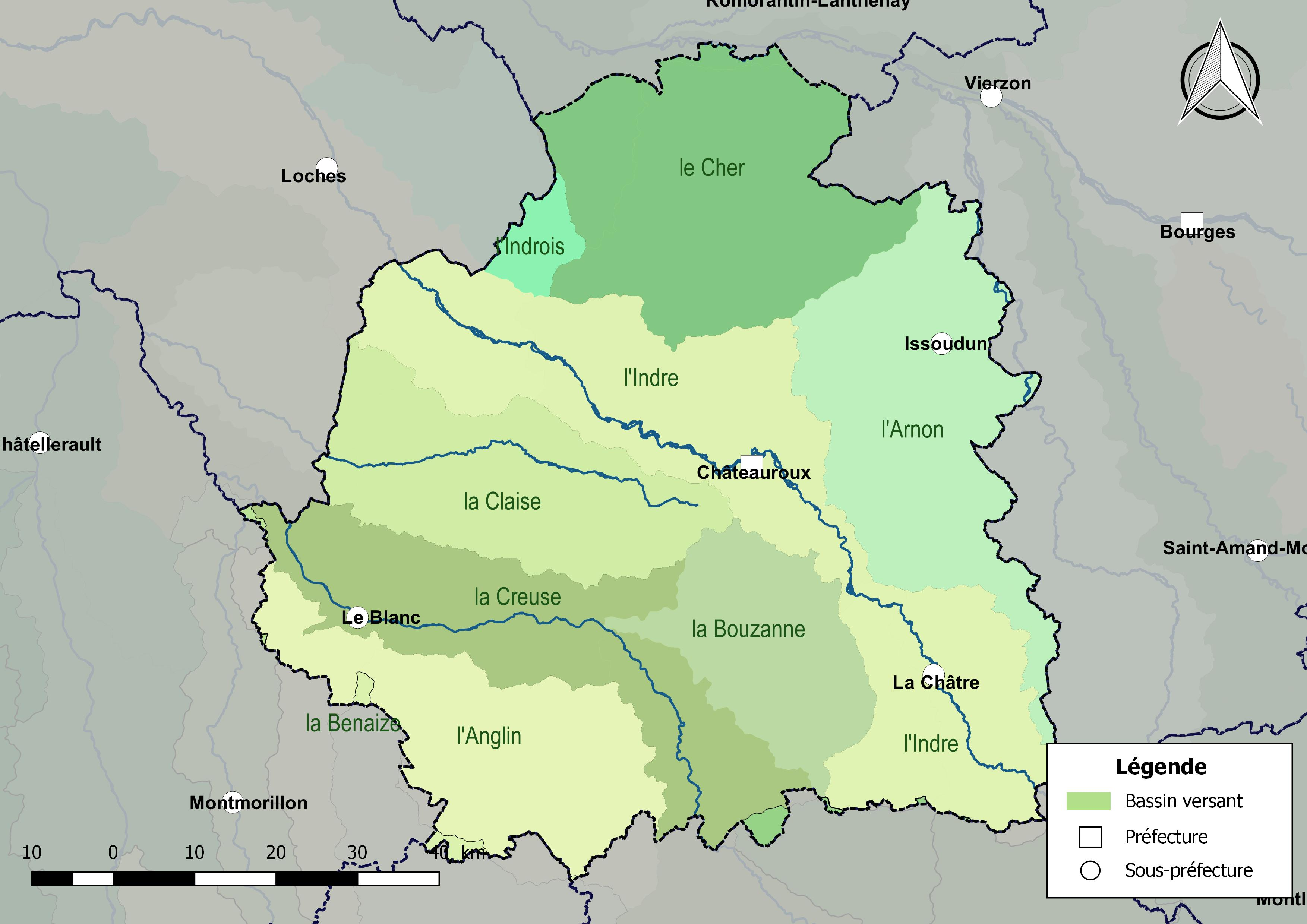
Les principaux bassins versants du département de l'Indre.

#### Échelle du bassin
En France, la gestion de l’eau, soumise à une législation nationale et à des directives européennes, se décline par bassin hydrographique, au nombre de sept en France métropolitaine, échelle cohérente écologiquement et adaptée à une gestion des ressources en eau. La Gargilesse est sur le territoire du bassin Loire-Bretagne et l'organisme de gestion à l'échelle du bassin est l'agence de l'eau Loire-Bretagne.

### Organisme gestionnaire
Le syndicat mixte d’aménagement de la Brenne, de la Creuse, de l’Anglin et de la Claise (SMABCAC) est l'organisme gestionnaire du cours d'eau.

## Affluents
La Gargilesse possède onze affluents.
| Noms           | km |
| -------------- | -- |
| La Pierre Bure | 9  |
| Le Champarnoux | 8  |
| L4544800       | 2  |
| L4545600       | 2  |
| L4544300       | 1  |
| L4544400       | 1  |

| Noms                   | km |
| ---------------------- | -- |
| Le Terron              | 5  |
| Ruisseau la Gargilesse | 4  |
| L4544500               | 3  |
| L4544600               | 1  |
| L4544700               | 1  |

### Rang de Strahler
Son rang de Strahler est de trois.

## Hydrologie

### État des masses d'eau et objectifs
Pour les cours d’eau, la délimitation des masses d’eau est basée principalement sur la taille du cours d’eau et la notion d’hydro-écorégion. Ces masses d’eau servent ainsi d’unité d’évaluation de l’état des eaux dans le cadre de la directive européenne.
La Gargilesse fait partie de la masse d'eau codifiée FRGR1866 et dénommée « La Gargilesse et ses affluents depuis la source jusqu'au complexe d'Éguzon ».
Le schéma directeur d'aménagement et de gestion des eaux (Sdage) Loire-Bretagne est un document de planification dans le domaine de l’eau. Il définit, pour une période de six ans les grandes orientations pour une gestion équilibrée de la ressource en eau ainsi que les objectifs de qualité et de quantité des eaux à atteindre dans le bassin Loire-Bretagne. L'état des lieux 2013 défini dans la SDAGE 2016 – 2021 et les objectifs à atteindre pour cette masse d'eau sont les suivants,, :
| Code masse d'eau    | FRGR1866                                                                   |
| Libellé masse d'eau | La Gargilesse et ses affluents depuis la source jusqu'au complexe d'Éguzon |

| Écologique | Biologique | Physico-chimie générale | Polluants spécifiques |
| ---------- | ---------- | ----------------------- | --------------------- |
| Bon état   | Bon état   | Bon état                | X                     |

| Écologique | Chimique | Global   |
| ---------- | -------- | -------- |
| Bon état   | Bon état | Bon état |

## Histoire
La rivière a donné son hydronyme à la commune de Gargilesse-Dampierre.

## Aménagements et écologie

### Milieu naturel
La Gargilesse et ses cours d'eau affluents de la source jusqu'au complexe d'Eguzon (la Roche-Bat-L'Aigue) sont classés dans la liste 1 au titre de l'article L. 214-17 du code de l'environnement sur le Bassin Loire-Bretagne. Du fait de ce classement, aucune autorisation ou concession ne peut être accordée pour la construction de nouveaux ouvrages s'ils constituent un obstacle à la continuité écologique et le renouvellement de la concession ou de l'autorisation des ouvrages existants est subordonné à des prescriptions permettant de maintenir le très bon état écologique des eaux.
Le cours d'eau est de première catégorie.